# Estímulo supranormal

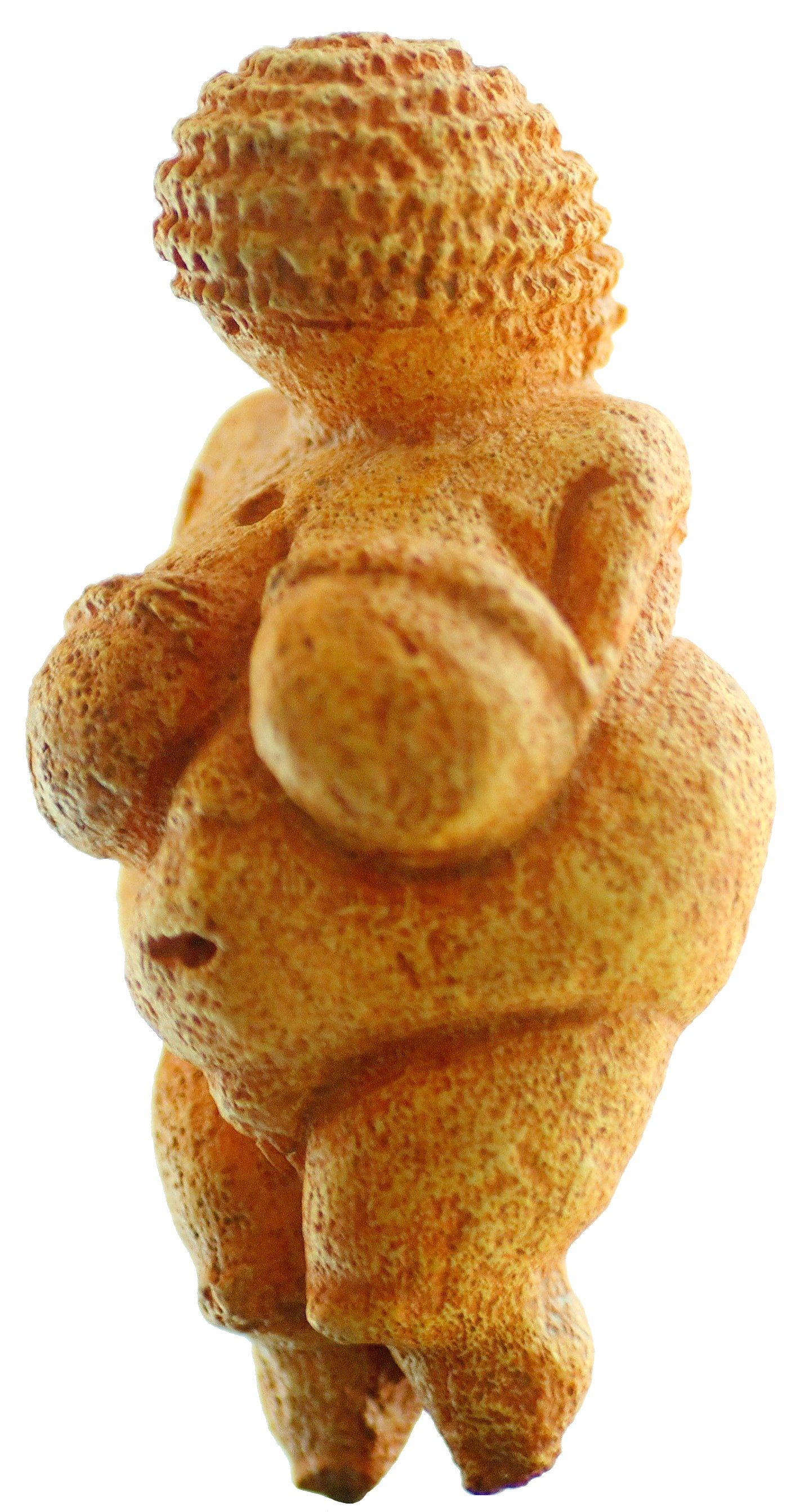
Vênus de Willendorf, estátua exagerando estímulos corporais e mamários.

Um estímulo supernormal ou superestímulo, também chamado de estimulação supranormal, é uma versão exagerada de um estímulo para o qual existe uma tendência de resposta, ou qualquer estímulo que elicia uma resposta mais forte do que o estímulo para o qual evoluiu.
Por exemplo, quando se trata de ovos de pássaros, eles podem evoluir para preferir as versões artificiais às suas, particularmente evidente no parasitismo de cria, e os humanos podem ser explorados de forma semelhante por junk food e pornografia. Os organismos tendem a mostrar preferência pelas propriedades do estímulo (ou seja, tamanho, cor etc.) que evoluíram na natureza; mas quando oferecido um estímulo artificial exagerado, os animais mostrarão um comportamento em favor do estímulo artificial, sobre o estímulo que ocorre naturalmente. Uma variedade de organismos que exibem ou são suscetíveis a estímulos supernormais incluem insetos, pássaros e humanos.
Os estímulos supranormais estão presentes em áreas da biologia e da psicologia, mas também são estudados em outros campos, como sociologia e arte.
O acadêmico britânico Nigel Spivey demonstra o efeito no primeiro episódio da série de documentários da BBC de 2005, How Art Made the World, para ilustrar as especulações do neurocientista Vilayanur S. Ramachandran de que essa pode ser a razão para a imagem corporal grosseiramente exagerada demonstrada em obras de arte de a Vênus de Willendorf até os dias atuais.

## Causalidade
Animais exibindo, ou respondendo a, características que representam um estímulo supranormal geralmente as exibem como resultado de pressões seletivas. A coevolução entre os animais que exibem estímulos supernormais e os organismos que respondem aos estímulos supranormais dependem da evolução e propagação da genética, dos padrões de comportamento e de outros fatores biológicos. Estímulos supranormais, como cores, tamanhos, padrões ou formas enfatizados, geralmente são bem-sucedidos porque um organismo que os exibe frequentemente será selecionado por um organismo que os favorece. Isso garantirá a sobrevivência e o aumento da aptidão reprodutiva das gerações atuais e posteriores.

## Em biologia
Na década de 1950, Konrad Lorenz observou que os pássaros selecionavam ovos de cria que se assemelhavam aos de sua própria espécie, mas que eram maiores. Niko Tinbergen, cunhou esse termo por meio de sua pesquisa, que descobriu que os experimentadores podem exibir um alvo alternativo que atrai a atenção de um organismo mais do que o alvo que ocorre naturalmente. Tinbergen estudou gaivotas-prateadas e encontrou os filhotes bicando no ponto vermelho localizado no bico de seus pais. A prole atinge a mancha vermelha devido ao contraste de cor (estímulo). Eles fazem isso para receber alimento por meio da regurgitação dos pais. Tinbergen e seus colegas desenvolveram um experimento que apresentou diferentes modelos para pintos e determinou suas taxas de bicadas. Eles usaram modelos diferentes, incluindo a cabeça natural de uma gaivota arenosa adulta, um modelo padrão de madeira de sua cabeça, apenas o bico e um bastão vermelho com pequenas marcas brancas nele. A taxa de bicadas dos pintinhos foi consistente com a cabeça natural, o modelo padrão da cabeça e o modelo somente bico. A taxa de bicadas dos pintinhos aumentou quando apresentados com o modelo de vara. Isso sugere que os pintinhos preferiram o contraste dramático do bastão vermelho com as marcações amarelas, portanto o estímulo artificial do modelo bastão foi favorecido aos modelos básicos de cabeça e bico de gaivota, provando que os estímulos artificiais foram favorecidos aos estímulos de ocorrência natural . Seguindo sua extensa análise das características do estímulo que eliciaram a mendicância de comida no filhote da gaivota, construiu um estímulo artificial consistindo de uma agulha de tricô vermelha com três faixas brancas pintadas ao redor dela; isto provocou uma resposta mais forte do que um modelo tridimensional preciso da cabeça dos pais (branca) e bico (amarelo com uma mancha vermelha).
Tinbergen e seus alunos estudaram outras variações desse efeito. Ele experimentou ovos falsos de gesso de vários tamanhos e marcações, descobrindo que a maioria das aves preferia aqueles com marcações mais exageradas do que as suas, versões mais saturadas de sua cor e um tamanho maior que o seu. Pequenos pássaros canoros que botavam ovos salpicados de cinza-azulado preferiam sentar-se em um boneco de bolinhas preto-azulado tão grande que escorregavam repetidamente. O peixe esgana-gata macho territorial atacaria os flutuadores de madeira com a parte inferior vermelha - atacando-os com mais vigor do que os esgana-gatas machos se a parte inferior fosse mais vermelha.
Lorenz e Tinbergen explicaram o efeito do estímulo supernormal em termos do conceito do mecanismo de liberação inato; no entanto, este conceito não é mais amplamente utilizado. A observação central de que características simples de estímulos podem ser suficientes para desencadear uma resposta complexa permanece válida, no entanto.
Em 1979, o termo estímulo super-normal foi utilizado por Richard Dawkins e John Krebs para se referir ao exagero de sinais preexistentes induzidos por parasitas sociais, observando a manipulação de pássaros bebês (hospedeiros) destes, para ilustrar a eficácia desses sinais.
Em 1983, os entomologistas Darryl Gwynne e David Rentz relataram a tentativa do besour<i id="mwSg">o Julodimorpha bakewelli</i> de copular com <i>stubbies</i> marrons descartados (um tipo de garrafa de cerveja) cravejados de tubérculos (contas de vidro achatadas). Este trabalho lhes rendeu o Prêmio Ig Nobel de 2011 em biologia.
Outro exemplo disso é o estudo feito por Mauck e colegas, onde avaliaram os efeitos de um patógeno vegetal chamado vírus do mosaico do pepino ou CMV. Este estudo mostrou que os pulgões preferem as plantas saudáveis, mas ainda são atraídos pelas plantas infectadas, devido à manipulação de compostos voláteis usados pelas plantas para atraí-los.

### Insetos
Polinizadores, como borboletas, mostram respostas comportamentais a estímulos supernormais por meio de comunicação intersexual. As borboletas usam pistas olfativas, mas dependem principalmente de formas visuais de comunicação, devido ao vento e à temperatura que afetam seu olfato. Borboletas sexualmente ativas pousarão à espera de um companheiro. Uma vez que um objeto é detectado, a borboleta pode determinar se os padrões de cor e movimento são de uma borboleta sexualmente receptiva. Em certas espécies, como a borboleta fritilar prateada (Argynnis paphia), a borboleta macha exibe alta sensibilidade ao contraste e acuidade visual bem desenvolvida. Um contraste mais dramático de cor (ou padrão de movimento) semelhante, mas enfatizando ainda mais as características da borboleta fêmea, poderia alterar esse comportamento usual nos machos. Estudos mostram que os machos da borboleta fritilante prateada selecionam um modelo de papel laranja monocromático, em vez de borboletas fêmeas receptivas que retratam sua/s coloração/marcas usuais.

### Manipulação por parasitas
Em 2001, Holen et al., Analisaram a estabilidade evolutiva da manipulação de hospedeiros por meio de sinais exagerados. Seu modelo indicou que a intensidade dos sinais parasitas deve estar abaixo de um limite para garantir a aceitação do hospedeiro. Este limite depende diretamente da gama de parasitismo.
Estímulos supernormais podem ser exibidos por parasitas de cria, por exemplo, o filhote cuco parasita e o cuidado dos pais por toutinegras. Parasitas de cria desenvolveram cores, tamanhos, padrões e / ou formas mais dramáticas que fazem com que o parasita seja interpretado como mais saudável ou preferível, em contraste com a prole vizinha. Os filhotes de cuco costumam ter sucesso porque seus chamados, o estímulo sobrenatural, são representativos de uma ninhada inteira de rouxinóis. Devido ao instinto evolutivo do pai hospedeiro, provocado por pressões seletivas, eles selecionarão essa forma exagerada de estímulo. Essas chamadas farão com que o pai hospedeiro invista principalmente energia no pintinho parasita e forneça-lhe recursos alimentares adicionais.  Estudos mostram que os estímulos supernormais em filhotes de cuco alteram o comportamento de forrageamento em pássaros canavieiros dos pais.
Para eles, a única estratégia evolutiva estável é quando o hospedeiro aceita todos os sinais do parasita com intensidade ótima, que deve estar abaixo do limiar; se não for o caso, o hospedeiro pode usar esses sinais para identificar o parasita.

#### Comportamento mal-adaptativo
Comportamentos mal-adaptativos são mostrados por organismos que exibem uma preferência por estímulos supernormais em vez de estímulos que ocorrem naturalmente. Isso geralmente é baseado no instinto de reunir tantos recursos quanto possível em um ambiente com poucos recursos. Também pode ser instintivo para certas espécies selecionar os estímulos supranormais que irão sugerir o melhor investimento de energia do indivíduo, geralmente o investimento dos pais. A seleção dos estímulos supernormais também deve simultaneamente superar o custo do comportamento para que ele evolua. Isso é mostrado no filhote cuco e nos efeitos em toutinegras-do-junco hospedeiro. Esses filhotes parasitas exibem chamados de mendicância irresistíveis para o hospedeiro parental. Isso ocorre como resultado de pressões seletivas. A toutinegra-do-junco aumenta os esforços de coleta de alimentos para alimentar o filhote parasita e sua própria prole. Como resultado, isso mostra um comportamento mal-adaptativo do toutinegra-caniço hospedeiro, pois está investindo em um filhote que não é biologicamente relacionado, o que não fornece ganho de aptidão reprodutiva.

#### Preocupações com a biodiversidade
A importância de estímulos supernormais e parasitismo de cria ou em várias outras espécies suscetíveis à manipulação ambiental, é que isso pode reduzir drasticamente o número de populações das respectivas espécies. O parasitismo da ninhada pode fazer com que os pais hospedeiros ignorem seus próprios descendentes ou exibam um maior investimento dos pais no parasita. Animais que estão em risco de extinção, extirpação ou vulnerabilidade serão afetados por estímulos supernormais presentes em parasitas de cria.

## Em psicologia
A psicóloga Deirdre Barrett, de Harvard, argumenta que a estimulação sobrenatural governa o comportamento dos humanos tão poderosamente quanto o de outros animais. Em seu livro de 2010, Supernormal Stimuli: How Primal Urges Overran Their Evolutionary Purpose, ela examina o impacto dos estímulos sobrenaturais no desvio de impulsos para nutrir, sexualidade, romance, territorialidade, defesa e o sequestro de nosso social pela indústria do entretenimento instintos. Em seu livro anterior Waistland, ela explica junk food como um estímulo exagerado para desejos por sal, açúcar e gorduras e televisão como um exagero de pistas sociais de riso, rostos sorridentes e ações que chamam a atenção. Artefatos modernos podem ativar respostas instintivas que evoluíram antes do mundo moderno, onde o desenvolvimento dos seios era um sinal de saúde e fertilidade em um parceiro em potencial, e a gordura era um nutriente raro e vital.
Em um estudo transcultural, Doyle e Pazhoohi mostraram que seios aumentados cirurgicamente são estímulos supernormais e são mais atraentes do que seios naturais, independentemente de seu tamanho. Também em um artigo teórico, Doyle propôs que a forma como as mulheres andam cria estímulos sobrenaturais por meio de movimentos alternados continuamente da cintura e quadris, causando mudanças de pico nas percepções de atratividade física envolvendo a relação cintura-quadril (RCQ) feminina. Além disso, Pazhoohi et al. (2019) usando rastreamento ocular confirmou que WHRs menores do que o ideal são estímulos supernormais e podem gerar mudanças de pico na resposta.
Pascal Boyer sugeriu que a música é um supraestímulo que visa a afinidade humana pela fala, e que os tecidos simétricos e os padrões de construção são superestímulos direcionados ao córtex visual.

## Em arte
Costa e Corazza (2006), examinando 776 retratos artísticos que cobrem toda a história da arte, mostraram que redondos dos olhos, redondos dos lábios, altura dos olhos, largura dos olhos e altura dos lábios foram significativamente aumentados nos retratos artísticos em comparação com os fotográficos correspondentes para sexo e idade. Em um segundo estudo, quarenta e dois alunos da academia de arte foram solicitados a desenhar dois autorretratos, um com espelho e outro sem (de memória). O tamanho dos olhos e lábios e a redondeza foram maiores nos autorretratos artísticos. Esses resultados mostram que o exagero e a "supernormalização" ou "supranormalização" de características-chave ligadas à atratividade, como o tamanho dos olhos e dos lábios, são frequentemente encontrados na arte. Pazhoohi et al. (2019) mostraram que a pose clássica do contrapposto é considerada mais atraente e forneceu evidências e esclarecimentos sobre por que, na apresentação artística, deusas da beleza e do amor são frequentemente representadas na pose do contrapposto.